# Pozoa coriacea
Pozoa coriacea är en flockblommig växtart som beskrevs av Mariano Lagasca y Segura. Pozoa coriacea ingår i släktet Pozoa och familjen flockblommiga växter. Inga underarter finns listade i Catalogue of Life.